# Liste von Artilleriezugmaschinen gemäß den Kennblättern fremden Geräts D 50/12

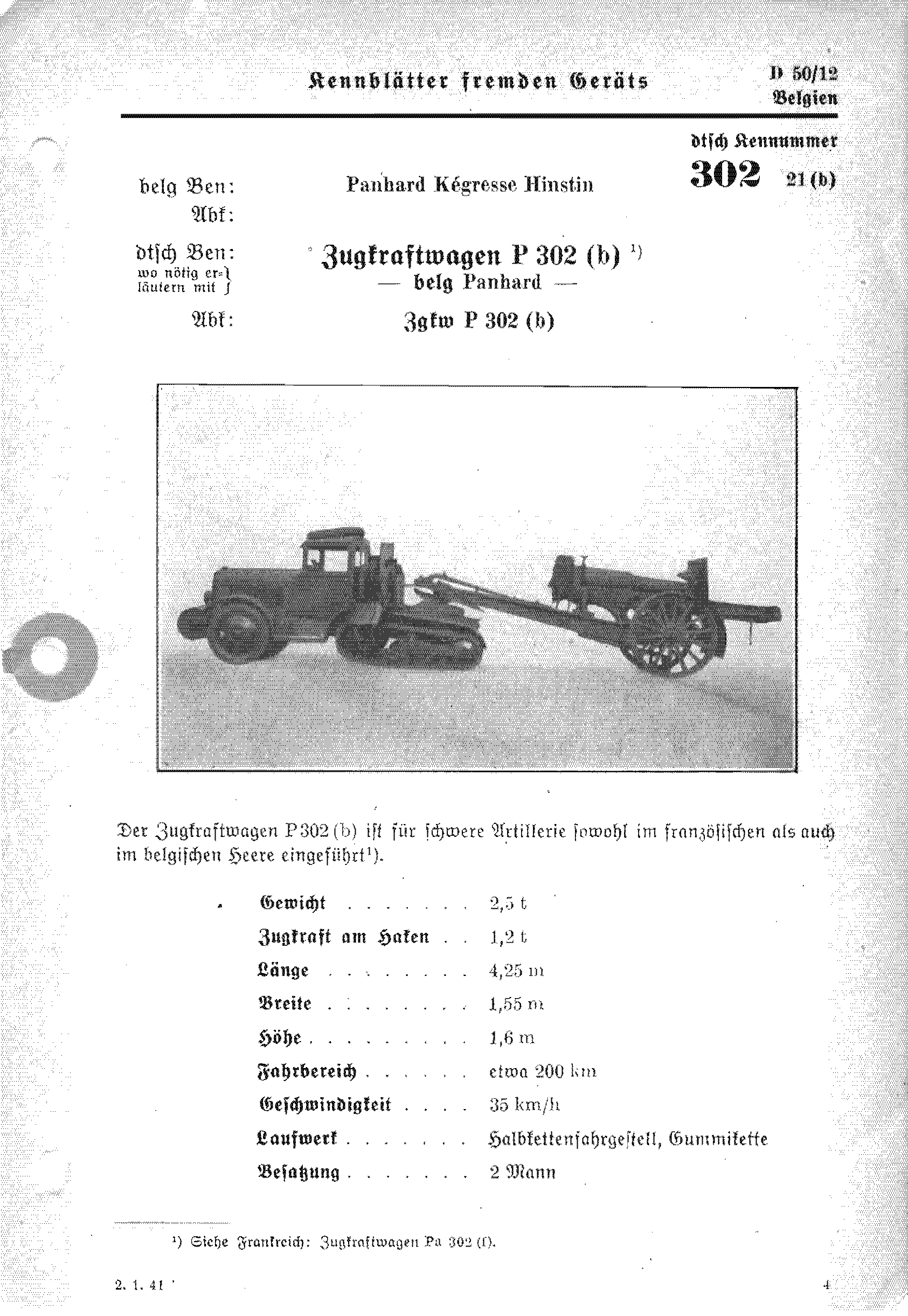
Kennblattbeispiel zu
D 50/12 Nr 302 21 (b)

In dieser Liste von Artilleriezugmaschinen gemäß den Kennblättern fremden Geräts D 50/12 werden Fremdgeräte vom Typ Artilleriezugmaschine aufgeführt, die vom Heereswaffenamt verzeichnet wurden.
Nachfolgend ein Überblick/Auszug zur offiziellen Dokumentation Kennblätter fremden Geräts D 50/12: Kraftfahrzeuge.

## Hinweise zur Liste
Aufbau der Tabelle
Untenstehende Tabelle führt folgenden Spalteninhalte:
- dtsch. Kennnr. (deutsche Kenn-Nummer), dies entspricht dem Originalindex in den Kopfzeilen der Kennblätter mit Kennnummer, Stoffgebietenummer und Beutezeichen.
- Abk. dtsch. Ben. (Abkürzung deutsche Benennung), Originalbezeichnung entnommen aus der fünften Zeile der Kennblätter.
- Landesbez. nach HWA (Heereswaffenamt), Originalangaben entnommen aus der ersten Zeile der Kennblätter.
- (Wikipedia-Artikel), Link zum Wikipedia-Artikel in runden Klammern in der zweiten Zeile unter Landesbez. nach HWA.
- Bild, eine Bildauswahl aus Wikipedia für dieses Objekt.
- Bemerkungen, Originalangaben entnommen aus den erweiterten Angaben der Kennblätter.

 Info: Die in der Tabelle angegebenen Originaleinträge sollen nicht geändert werden, weil diese den Angaben aus den Kennblättern entsprechen. Nach neuerem Forschungsstand sind teilweise Errata in den Kennblättern erkannt worden. Diese werden unten im Abschnitt Anmerkungen jeweils zur Kenn-Nummer erläutert. Die Wikilinks in den runden Klammern sollten das Lemma der entsprechenden Artikel in Wikipedia enthalten.

## Tabellarische Übersicht
| dtsch. Kennnr. | Abk. dtsch. Ben.      | Landesbez.nach HWA (Wikipedia-Artikel)                                 | Bild | Bemerkungen                                                                                 |
| -------------- | --------------------- | ---------------------------------------------------------------------- | ---- | ------------------------------------------------------------------------------------------- |
| 301 21 (f)     | Zgkw Ci 301 (f)       | Citroën Kégresse P 17 (Citroën-Kégresse P17)                           |      | ist als leichte Artillerie- Zugmaschine für 75 mm l F K 97 im französischen Heer eingeführt |
| 302 21 (b)     | Zgkw P 302 (b)        | Panhard Kégresse Hinstin (Minerva/FN-Kégresse 3T)                      |      | Sattelschlepper für schwere Feldartillerie                                                  |
| 302 21 (f)     | Zgkw P 302 (f)        | Panhard Kégresse Hinstin (Panhard-Citroën- Kégresse-Hinstin 16 CV M29) |      | Sattelschlepper für schwere Artillerie                                                      |
| 303 21 (f)     | Zgkw S 303 (f)        | Tracteur Somua (SOMUA MCL)                                             |      | als Zugmaschine oder mit zwei Kränen versehen als Berge- und Kranfahrzeug verwendet         |
| 304 21 (f)     | l Zgkw U 304 (f)      | Unic Kégresse P 107 (Unic P107)                                        |      | Zugmittel für schwere Feldartillerie und Geschützbedienung                                  |
| 305 21 (f)     | Zgkw U 305 (f)        | Unic TU 1 (Unic TU1)                                                   |      | Zugmittel für leichte Feldartillerie, Einführung ist unbekannt                              |
| 306 21 (f)     | Zgkw Ci 306 (f)       | Citroën P14 P (Citroën-Kégresse P14)                                   |      | Zugmittel für schwere Feldartillerie                                                        |
| 307 21 (f)     | Zgkw S 307 (f)        | SOMUA MCG (SOMUA MCG)                                                  |      | Nutzung als Berge- und Kranfahrzeug                                                         |
| 601 21 (b)     | Art S VA 601 (b)      | Tracteur d’artillerie (VCL Utility Tractor)                            |      | Fahrzeug stammt von Vickers Armstrong, vornehmlich für Pak                                  |
| 601 21 (e)     | l Art S Mo 601 (e)    | Morris Tractor (Morris Tractor)                                        |      | für leichte Anhängelasten, Sofortige Sicherstellung bei Auffindung!                         |
| 601 21 (f)     | Art S R 601 (f)       | Tracteur d’artillerie Renault Y I (Renault YI)                         |      | nur in geringer Stückzahl im französischen Heer                                             |
| 601 21 (r)     | Art S CT 3 601 (r)    | CT 3 (STZ-5)                                                           |      | wird mit Benzin angelassen und auf Dieselbetrieb umgestellt                                 |
| 602 21 (b)     | Art S CL 602 (b)      | Tracteur d’artillerie (Carden-Loyd Tankette)                           |      | Unterschied zum Carden Loyd Mk VI: fehlende Vorrichtung zum Anbringen von Waffen            |
| 602 21 (e)     | l Art S Mk I 602 (e)  | Artillery tractor Carden Loyd (Carden-Loyd Tankette)                   |      | Zugmittel für 7,5 cm Flak                                                                   |
| 602 21 (f)     | Art S R 602 (f)       | Tracteur d’artillerie Renault Y J (Renault YJ)                         |      | nur in geringer Stückzahl im französischen Heer                                             |
| 603 21 (e)     | l Art S Mk II 603 (e) | Dragon Light Mk II Carden Loyd (Carden-Loyd Tankette)                  |      | Zugmittel für 4–5 Zoll Haubitze                                                             |
| 603 21 (f)     | Art S R 603 (f)       | Tracteur d’artillerie Renault Y J (Renault YK)                         |      | nur in geringer Stückzahl im französischen Heer                                             |
| 604 21 (e)     | m Art S VA 604 (e)    | Dragon Medium Mk IIIc Vickers Armstrong                                |      | Zugmittel für 6 Zoll Haubitze                                                               |
| 604 21 (r)     | Art S Kom 604 (r)     | (Komintern) (Komintern (Schlepper))                                    |      | nähere Angaben fehlen                                                                       |
| 607 21 (r)     | Art S Stalin 607 (r)  | (Stalin) (Woroschilowez)                                               |      | besitzt gleichen Motor wie Pz Kpfw T 34–747 (r) und Pz Kpfw KW I–753 (r)                    |